# John Bruce Waterhouse
John Bruce Waterhouse (* 5. April 1932) ist ein australischer Geologe und Paläontologe. 1974 wurde er Professor für Paläontologie und Stratigraphie an der University of Queensland (Dorothy Hill Professor).
Waterhouse promovierte in Cambridge. Er befasste sich mit marinen Faunen (wie Brachiopoden) des Perm (Geologie) und Stratigraphie des Perm, wobei er unter anderem 1982 das Guadalupium und Cisuralium einführte.